# James Henry Breasted
James Henry Breasted (Rockford, Illinois, 27 de agosto de 1865 - Nueva York, 2 de diciembre de 1935) fue un reconocido arqueólogo, egiptólogo e historiador estadounidense, que incluyó el Cercano Oriente en la civilización occidental.

## Biografía
James Henry Breasted nació el 27 de agosto de 1865 en Rockford, Illinois. Hijo de un pequeño ferretero de esa ciudad, se educó en el North Central College (en aquel entonces, North-Western College) (1888), en el seminario teológico de Chicago, la universidad de Yale (1891) y la universidad de Berlín (1894). Fue el primer ciudadano estadounidense que obtuvo la graduación en Egiptología.

## Trayectoria
Breasted estuvo al frente de una generación de arqueólogo-historiadores que ampliaron la idea de la civilización occidental al incluir todo el Cercano Oriente en las raíces culturales de Europa.
Se convirtió en profesor de la Universidad de Chicago en 1894 poco después de obtener su doctorado. Cinco años más tarde, la Universidad le permitió aceptar el ofrecimiento de la Academia de Ciencias de Prusia para trabajar en su proyecto de un diccionario egipcio. Entre 1899 y 1908, Breasted realizó trabajo de campo en Egipto lo cual estableció definitivamente su reputación. En 1905, y luego de publicar numerosos artículos y monografías, fue promovido al cargo de profesor de Egiptología e Historia Oriental de Chicago (la primera cátedra de ese tipo en los Estados Unidos).

## Instituto Oriental de Chicago
En 1901, lo designaron director del Museo Oriental de Haskell, precursor del Instituto Oriental de Chicago, que se había creado en la universidad de Chicago en 1896.
Aunque el Museo Oriental de Haskell contenía obras de arte de Cercano Oriente y del Extremo Oriente, su principal interés estaba en Egipto; comenzó a trabajar en una compilación de todas las inscripciones jeroglíficas existentes, que fue publicada en 1906 como "Antiguos documentos de Egipto", y sigue siendo una importante colección de textos traducidos; como Peter A. Piccione escribió en el prefacio a su reimpresión 2001, “todavía contiene ciertos textos e inscripciones que no se han re-traducido desde ese tiempo.”
En 1919, obtuvo la financiación de John D. Rockefeller para el Instituto Oriental de Chicago, bajo cuyos auspicios Breasted dirigió la primera expedición arqueológica a Egipto de la universidad. En 1923 lo eligieron miembro de la National Academy of Sciences. Murió en 1935, de pulmonía, mientras volvía de un viaje a Egipto. Fue enterrado en el cementerio de Greenwood, Rockford, Illinois. Su tumba está presidida por un gran obelisco de mármol, que fue un regalo del gobierno egipcio.

## Creciente Fértil

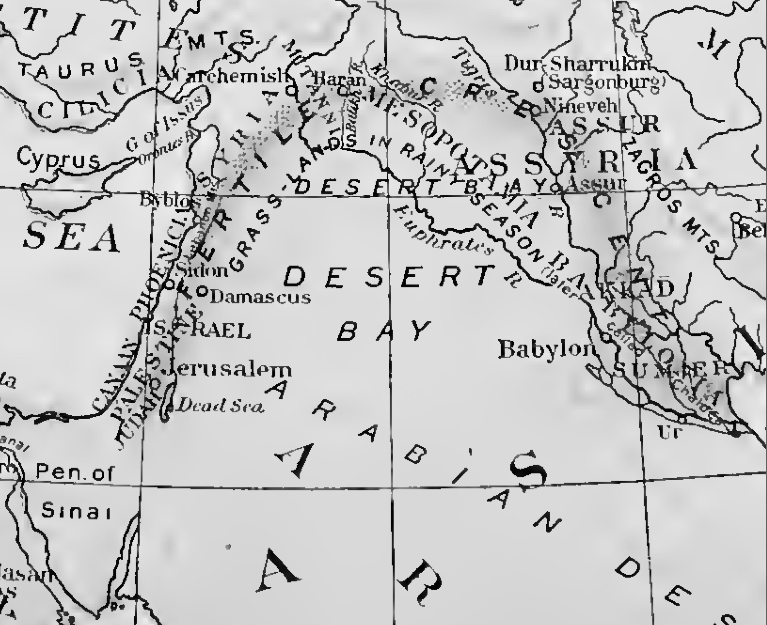
Mapa de la Media Luna Fértil como fue publicado por Breasted en 1916

El concepto Creciente Fértil o Media Luna Fértil (también de las Tierras Fértiles) fue acuñado por Breasted para ubicar los orígenes de la cultura agraria en Occidente. Esta región de importancia arqueológica se corresponde con los territorios del Levante mediterráneo, Mesopotamia y Persia (área que incluye a los actuales Irak, sur de Turquía, Siria, Líbano, Palestina e Israel).

## Publicaciones
- (1905) A History of Egypt from the Earliest Times to the Persian Conquest. New York: Charles Scribner's Sons.
- (1905–1906) Ancient Records of Egypt Historical Documents from the Earliest Times to the Persian Conquest, collected, edited, and translated, with Commentary. Chicago: University of Chicago Press.
- (1908) A history of the ancient Egyptians, James Breasted, New York Charles Scribner's Sons
- (1912) Development of Religion and Thought in Ancient Egypt: Lectures delivered on the Morse Foundation at Union Theological Seminary. New York: Charles Scribner's Sons.
- (1924) Oriental Forerunners of Byzantine Painting (University of Chicago Oriental Institute Publications; 1). Chicago: University of Chicago Press.
- (1926) The Conquest of Civilization. New York; London: Harper and Brothers.
- (1933) The Dawn of Conscience. New York: Charles Scribner's Sons.
- (1948) Egyptian Servant Statues (Bollingen Series; XIII). Washington, DC: Pantheon Books.
- (1975) The 1905–1907 Breasted Expeditions to Egypt and the Sudan: A Photographic Study. Chicago: University of Chicago Press.